# Olga Vymetálková
Olga Vymetálková (* 24. Januar 1976 als Olga Blahotová) ist eine ehemalige tschechische Tennisspielerin.

## Karriere
Vymetálková gewann während ihrer Karriere sechs Einzel- und 40 Doppeltitel des ITF Women’s Circuits. Auf der WTA Tour sah man sie erstmals bei den Pupp Czech Open 1996, gemeinsam mit Jana Macurová im Doppel. Nachdem sie bei den ECM Prague Open 2008 in der ersten Qualifikationsrunde ausgeschieden war, nahm sie nur noch 2012 an einem Turnier teil und beendete danach ihre Karriere. 

## Turniersiege

### Einzel
| Nr. | Datum          | Turnier       | Kategorie   | Belag     | Finalgegnerin        | Ergebnis       |
| --- | -------------- | ------------- | ----------- | --------- | -------------------- | -------------- |
| 1.  | September 1999 | Zadar         | ITF $10.000 | Sand      | Mervana Jugić-Salkić | 6:3, 6:4       |
| 2.  | Oktober 1999   | Fiumicino     | ITF $10.000 | Sand      | Katalin Miskolczi    | 6:2, 6:4       |
| 3.  | September 2001 | Sofia         | ITF $25.000 | Sand      | Marija Golowisnina   | 7:63, 6:4      |
| 4.  | November 2002  | Mexiko-Stadt  | ITF $25.000 | Hartplatz | Sunitha Rao          | 7:62, 6:3      |
| 5.  | November 2002  | Puebla        | ITF $25.000 | Hartplatz | Gabriela Navrátilová | 6:1, 4:6, 7:63 |
| 6.  | Oktober 2005   | Ciudad Juárez | ITF $50.000 | Sand      | Frederica Piedade    | 7:62, 6:2      |

### Doppel
| Nr. | Datum          | Turnier      | Kategorie   | Belag             | Partnerin            | Finalgegnerinnen                          | Ergebnis                |
| --- | -------------- | ------------ | ----------- | ----------------- | -------------------- | ----------------------------------------- | ----------------------- |
| 1.  | September 1994 | Cluj         | ITF $10.000 | Sand              | Petra Filipova       | Kati Kocsis Réka Vidáts                   | 4:6, 6:2, 6:4           |
| 2.  | Oktober 1995   | Burgdorf     | ITF $10.000 | Teppich (Halle)   | Jana Macurová        | Debby Haak Martine Vosseberg              | 6:1, 6:3                |
| 3.  | Oktober 1995   | Langenthal   | ITF $10.000 | Teppich (Halle)   | Jana Macurová        | Debby Haak Kristin Osmond                 | 5:7, 6:4, 6:3           |
| 4.  | Dezember 1995  | Přerov       | ITF $10.000 | Teppich (Halle)   | Martina Nedelková    | Sylva Nesvadbová Milena Nekvapilová       | 5:7, 6:3, 6:4           |
| 5.  | April 1996     | Bari         | ITF $10.000 | Sand              | Jana Macurová        | Germana Di Natale Andreea Vanc            | 6:4, 4:6, 7:5           |
| 6.  | Januar 1997    | Helsinki     | ITF $10.000 | Hartplatz (Halle) | Gabriela Navrátilová | Maaike Koutstaal Anna Linkowa             | 6:2, 6:1                |
| 7.  | Mai 1997       | Nitra        | ITF $10.000 | Sand              | Jana Macurová        | Andrea Šebová Gabriela Voleková           | 6:0, 0:6, 7:64          |
| 8.  | September 1997 | Cluj         | ITF $10.000 | Sand              | Blanka Kumbárová     | Magda Mihalache Alice Pirsu               | 7:63, 4:6, 6:4          |
| 9.  | Mai 1998       | Sofia        | ITF $10.000 | Sand              | Michaela Paštiková   | Teodora Nedewa Dessislawa Topalowa        | 7:5, 7:65               |
| 10. | Mai 1998       | Warschau     | ITF $25.000 | Sand              | Jana Ondrouchová     | Alice Canepa Alessia Lombardi             | 7:64, 6:4               |
| 11. | August 1998    | Toruń        | ITF $10.000 | Sand              | Jana Macurová        | Gabriela Navrátilová Petra Plačková       | 7:62, 6:0               |
| 12. | August 1998    | Pilsen       | ITF $10.000 | Sand              | Jana Macurová        | Gabriela Navrátilová Veronika Raimrová    | 1:6, 6:2, 6:1           |
| 13. | Oktober 1998   | Supetar      | ITF $10.000 | Sand              | Petra Kučová         | Blanka Kumbárová Renata Kučerová          | 6:1, 6:2                |
| 14. | Februar 1999   | Faro         | ITF $10.000 | Hartplatz (Halle) | Gabriela Navrátilová | Marina Escobar Debby Haak                 | 6:2, 3:6, 6:4           |
| 15. | März 1999      | Albufeira    | ITF $10.000 | Hartplatz         | Gabriela Navrátilová | Nino Louarsabishvili Kristina Triska      | 6:3, 6:2                |
| 16. | April 1999     | Makarska     | ITF $10.000 | Sand              | Gabriela Navrátilová | Gréta Arn Petra Mandula                   | 0:6, 6:3, 7:63          |
| 17. | Juli 1999      | Brüssel      | ITF $10.000 | Sand              | Gabriela Navrátilová | Andrea Šebová Silvia Uríčková             | 6:3, 6:0                |
| 18. | August 1999    | Maribor      | ITF $10.000 | Sand              | Hana Šromová         | Andrea Šebová Silvia Uríčková             | 6:4, 6:3                |
| 19. | September 1999 | Zadar        | ITF $10.000 | Sand              | Jana Macurová        | Natasha Galouza Mara Santangelo           | 6:1, 6:3                |
| 20. | Oktober 1999   | Fiumicino    | ITF $10.000 | Sand              | Gabriela Navrátilová | Stefanie Haidner Katalin Miskolczi        | 6:3, 6:3                |
| 21. | Oktober 1999   | Pilsen       | ITF $10.000 | Sand              | Gabriela Chmelinová  | Alena Paulenková Magdalena Zděnovcová     | 6:1, 6:2                |
| 22. | November 1999  | Schlieren    | ITF $10.000 | Teppich (Halle)   | Gabriela Navrátilová | Hana Šromová Helena Vildová               | 6:2, 4:6, 7:5           |
| 23. | März 2000      | Lissabon     | ITF $10.000 | Sand              | Gabriela Navrátilová | Jekaterina Koschokina Marina Samolenko    | 6:1, 6:0                |
| 24. | Dezember 2000  | Prag         | ITF $10.000 | Hartplatz (Halle) | Gabriela Navrátilová | Iveta Benešová Lenka Novotná              | 5:3, 2:4, 0:4, 4:1, 4:2 |
| 25. | Februar 2001   | Faro         | ITF $10.000 | Hartplatz         | Gabriela Navrátilová | Daniela Klemenschits Sandra Klemenschits  | 6:0, 6:2                |
| 26. | August 2001    | Maribor      | ITF $25.000 | Sand              | Gabriela Navrátilová | Katarina Daskovic Maria Ramon Climent     | 6:2, 6:2                |
| 27. | September 2001 | Sofia        | ITF $25.000 | Sand              | Magdalena Zděnovcová | Olena Antypina Juliana Fedak              | 6:3, 6:3                |
| 28. | Oktober 2001   | Pilsen       | ITF $10.000 | Teppich (Halle)   | Gabriela Navrátilová | Daniela Klemenschits Sandra Klemenschits  | 6:2, 6:3                |
| 29. | Dezember 2001  | Prag         | ITF $10.000 | Hartplatz (Halle) | Gabriela Navrátilová | Renata Kučerová Zuzana Hejdová            | 6:2, 6:3                |
| 30. | Juni 2002      | Vaduz        | ITF $25.000 | Sand              | Gabriela Navrátilová | Jewhenija Sawranska Stefanie Weis         | 7:5, 6:1                |
| 31. | September 2002 | Denain       | ITF $50.000 | Sand              | Gabriela Navrátilová | Julija Bejhelsymer Claudine Schaul        | 6:3, 6:0                |
| 32. | November 2002  | Mexiko-Stadt | ITF $25.000 | Hartplatz         | Gabriela Navrátilová | Tina Hergold Vanessa Webb                 | 3:6, 6:3, 6:4           |
| 33. | November 2002  | Puebla       | ITF $25.000 | Hartplatz         | Gabriela Navrátilová | Jorgelina Cravero Melissa Torres Sandoval | 6:1, 4:6, 7:64          |
| 34. | Oktober 2003   | Opole        | ITF $25.000 | Teppich (Halle)   | Gabriela Navrátilová | Zuzana Hejdová Hana Šromová               | 6:4, 6:3                |
| 35. | Januar 2004    | Belfort      | ITF $25.000 | Hartplatz (Halle) | Gabriela Navrátilová | Kim Kilsdonk Sophie Lefèvre               | 6:3, 6:2                |
| 36. | Februar 2004   | Urtijëi      | ITF $75.000 | Teppich (Halle)   | Gabriela Navrátilová | Ljubomira Batschewa Angelika Roesch       | 6:1, 6:3                |
| 37. | Oktober 2004   | Mexiko-Stadt | ITF $25.000 | Hartplatz         | Kildine Chevalier    | Larissa Carvalho Jenifer Widjaja          | 6:3, 6:2                |
| 38. | Mai 2005       | Caserta      | ITF $25.000 | Sand              | Soledad Esperón      | Ivana Lisjak Nadja Pavić                  | 7:5, 7:5                |
| 39. | Februar 2006   | Biberach     | ITF $25.000 | Hartplatz (Halle) | Lucie Hradecká       | Darija Jurak Renata Voráčová              | 2:6, 6:4, 7:64          |
| 40. | Februar 2007   | Urtijëi      | ITF $75.000 | Teppich (Halle)   | Marija Korytzewa     | Darja Kustawa Tazzjana Putschak           | 6:3, 4:6, 6:3           |

## Abschneiden bei Grand-Slam-Turnieren

### Doppel
| Turnier         | 2004 | 2005 | Karriere |
| --------------- | ---- | ---- | -------- |
| Australian Open | —    | 1    | 1        |
| French Open     | 1    | —    | 1        |
| Wimbledon       | 1    | —    | 1        |
| US Open         | 1    | —    | 1        |